# Democratische Unie van Hongaren van Kroatië
De Democratische Unie van Hongaren van Kroatië (Demokratska Zajednica Mađara Hrvatske) is een politieke partij in Kroatië die de Hongaarse minderheid vertegenwoordigt. Sinds de verkiezingen van 23 november 2003 heeft de partij één zetel in het Kroatische parlement.